# 3개의 세계 모델

1975년 당시의 3개의 세계
제1세계: 미국 및 그 동맹국
제2세계: 소련, 중화인민공화국 및 그 동맹국
제3세계: 스위스, 오스트리아, 스웨덴, 핀란드 등의 중립국 또는 당시 비동맹운동 소속 국가

제1세계, 제2세계, 그리고 제3세계는 세계 각국을 3개의 분류로 나눌 때 사용하던 것이다. 제2차 세계 대전 이후 새로운 질서인 냉전 체계가 자리잡으면서, 미국과 소련이 새로운 초강대국으로 성장하였고 전지구적인 영향력을 행사하고자 경쟁했다. 미국과 소련은 각각 진영을 만들었는데, 이 진영들이 후에 제1세계와 제2세계의 개념에 뼈대가 되었다. 제3세계는 미국과 소련, 어느 진영에도 속하지 않은 세계를 가리켰다.
오늘날, 제1세계와 제3세계는 각각 선진국과 개발도상국을 가리키는 용어로 쓰이고 있다.

## 역사

### 냉전 시기
냉전 초기, 미국과 소련은 각각 북대서양 조약 기구, 바르샤바 조약기구를 만들었는데, 이는 서구권과 동구권을 가리킬 때도 사용되었다. 두 진영의 정치, 경제적 상황은 매우 달라 거의 다른 세계로 인식되었지만, 그들을 구별할 때 제1, 제2와 같은 식으로 숫자를 붙이지는 않았다. 윈스턴 처칠은 철의 장막 연설에서 서구와 동구의 분리가 분명하다며, 이 분리를 "철의 장막"이라고 불러야 한다고 했다.
1952년 프랑스의 알프레드 사우비는 프랑스 혁명 시기 이전의 3가지 신분을 언급하며 "제3세계"라는 단어를 사용했다. 첫 두 개는 귀족과 성직자이고, 나머지 모두를 제3신분으로 규정했다. 그는 자본주의 사회를 귀족에, 공산주의 사회를 성직자에 비교했다. 제3신분이 나머지 모든 사람으로 규정되는 것처럼, 사우비는 냉전 시기의 "동서 갈등"에 관련되지 않거나 편을 들지 않은 국가들과 같이 이런 분할에 속해 있지 않는 나머지 모든 국가들을 제3세계로 규정했다.  제3세계라는 용어를 직접적으로 사용하면서, 앞선 두 진영은 각각 "제1세계"와 "제2세계"로 규정되었고, 이로써 3개의 세계 모델이 등장하게 되었다.
그러나 슈스왑족의 족장 조지 마누엘은 3개의 세계 모델이 낡은 것이라고 믿었다. 1974년 그의 저서 "제4세계:인디언의 현실"에서 그는 제4세계의 출현을 설명했다. 제4세계는 문화적 정체성이나 민족 집단 같은 전통적인 관점에서 국가를 구성하지 않는 원주민들의 "nations"를 가리키는 것이다.

## 같이 보기
- 식민주의
- 선진국
- 개발도상국
- 정보 격차
- 제1세계
- 남북 격차
- 세계화
- 대분기
- 다국적 기업
- 제2세계
- 제3세계